# Tratado de Berwick (1560)
O Tratado de Berwick foi negociado em 27 de fevereiro de 1560 em Berwick-upon-Tweed. Foi um acordo feito pelo representante da rainha Elizabeth I da Inglaterra, o Thomas Howard o duque de Norfolk, e o grupo de nobres escoceses conhecidos como os Lordes Escoceses da Congregação. O objetivo era acordar os termos sob os quais uma frota e um exército ingleses viriam para a Escócia para expulsar as tropas francesas que estavam defendendo a Regência de Maria de Guise. Os Lordes estavam tentando expulsar os franceses e efetivar a Reforma Escocesa, e isso levou a tumultos e conflitos armados.

## Artigos do tratado
Em 27 de março de 1560, Maria de Guise escreveu a seus irmãos, o cardeal e o duque de Guise, que nunca viu nada tão vergonhoso quanto os artigos.
Os artigos assinados em Berwick incluíam:
1. A crença de Elizabeth I de que a França pretendia conquistar a Escócia, e ofereceu sua proteção à sua nobreza durante o casamento de Maria com Francisco II da França.
2. Isabel enviaria um exército com toda a rapidez para se juntar aos escoceses.
3. Quaisquer fortes conquistados pela força inglesa seriam imediatamente destruídos pelos escoceses, ou entregues ao Duque de Châtellerault.
4. Os escoceses ajudarão o exército inglês.
5. Todos os inimigos da Inglaterra são inimigos de ambos.
6. A Escócia não estará mais unida à França do que pelo casamento de Maria.
7. A Escócia ajudará a repelir as invasões francesas da Inglaterra.
8. O Conde de Argyll ajudará os ingleses a dominar o norte da Irlanda.
9. Os escoceses oferecerão reféns ou "promessas" – aqueles enviados em abril de 1560 incluíram:
  1. Claud Hamilton, 1º Lorde Paisley, filho de Châtellerault, com 14 anos.
  2. Mestre Alexander Campbell, primo em primeiro grau do Conde de Argyll.
  3. Mestre Robert Douglas meio-irmão de Lord James.
  4. Mestre James Cunningham, filho do Conde de Glencairn.
  5. Mestre George Graham, filho do Conde de Menteith, com 5 anos.
  6. Mestre Archibald Ruthven, filho de Lord Ruthven, com 14 anos. Estes reféns estavam em Newcastle em 10 de abril de 1560, com a presença de Ninian Menville de Sledwick Hall.  Châtellerault escreveu a Isabel em 21 de dezembro de 1561, pedindo o retorno dessas promessas, pois elas deveriam permanecer na Inglaterra apenas até um ano após o fim do casamento francês de Maria.
10. O tratado será assinado pelo duque após a entrega dos reféns. Não há a devida obediência retirada de Maria ou do rei francês.

O tratado foi assinado e selado por 30 dos Lordes da Congregação no "acampamento antes de Leith" (Pilrig) em 10 de maio de 1560.